# Poljoprivrednik
Poljoprivrednik je izraz kojim se u najširem smislu opisuje osoba koja se profesionalno bavi poljoprivrednim aktivnostima, odnosno poljoprivrednom proizvodnjom. Poljoprivrednik može biti osoba koja je vlasnik poljoprivrednog imanja, ali i najamni radnik koji obrađuje tuđe zemljište (napoličar). U prethodnom slučaju se za poljoprivrednika koristi izraz seljak.
Preko pola milijarde poljoprivrednika su mali zemljoposednici, od kojih je većina u zemljama u razvoju, i koji ekonomski izdržavaju skoro dve milijarde ljudi. Na globalnom nivou, žene čine više od 40% zaposlenih u poljoprivredi.

## Istorija
Poljoprivreda datira još iz neolita, što je jedna od ključnih karakteristika tog doba. Do bronzanog doba, Sumerani су имали specijalizovanu radnu snagu za poljoprivredu do 5000–4000 godina pre nove ere, i u velikoj meri su zavisili od navodnjavanja za uzgoj useva. Prilikom prolećne berbe oslanjali su se na tročlane ekipe. Poljoprivrednici u starom Egiptu su se bavili poljoprivredom, oslanjali se i navodnjavali svoju vodu iz Nila.
Stočarstvo, praksa uzgoja životinja posebno za poljoprivredne svrhe, postoji hiljadama godina. Psi su pripitomljeni u istočnoj Aziji pre oko 15.000 godina. Koze и ovce su pripitomljene oko 8000 godina pre nove ere u Aziji. Svinje su pripitomljene 7000. godine pre nove ere Bliskom istoku i u Kini. Najraniji dokazi o pripitomljavanju konja datiraju oko 4000. godine pre nove ere.

### Napredak u tehnologiji
U SAD tokom 1930-ih, jedan poljoprivrednik je mogao proizvesti dovoljno hrane da prehrani još tri potrošača. Savremeni poljoprivrednik proizvodi dovoljno hrane da prehrani više od stotinu ljudi. Međutim, neki autori ovu procenu smatraju pogrešnom, jer ne uzima u obzir da poljoprivreda zahteva energiju i mnoge druge resurse koje moraju obezbediti dodatni radnici, tako da je odnos ljudi koji se hrane prema poljoprivrednicima zapravo manji od 100 prema 1.

## Tipovi
Različitiji termini se obično koriste za označavanje poljoprivrednika koji uzgajaju određene domaće životinje. Na primer, oni koji uzgajaju stoku na ispaši, kao što su goveda, ovce, koze i konji, poznati su kao rančeri (SAD), grejzeri (Australija i Velika Britanija) ili jednostavno stočari. Uzgajivači ovaca, koza i goveda takođe se mogu nazvati, respektivno, kao ovčari, kozari i govedari. Termin mlekar primenjuje se na one koji se prvenstveno bave proizvodnjom mleka, bilo od goveda, koza, ovaca ili drugih životinja koje proizvode mleko. Uzgajivač živine je onaj koji se koncentriše na uzgoj pilića, ćurki, pataka ili gusaka, bilo za proizvodnju mesa, jaja ili perja, ili obično za sva tri. Osoba koja uzgaja raznovrsno povrće za tržište može se nazvati povrtar.
U razvijenim zemljama, poljoprivrednik kao profesija se obično definiše kao neko ko ima vlasnički interes u usevima ili stoci, i ko obezbeđuje zemljište ili upravljanje u svojoj proizvodnji. Oni koji pružaju samo radnu snagu najčešće se nazivaju poljoprivredni radnici ili nadničari. Alternativno, uzgajivači koji upravljaju poljoprivrednim zemljištem za odsutnog zemljoposednika i dele profit sa vlasnikom su poznati kao najamnici. U kontekstu agrobiznisa, poljoprivrednik se široko definiše, i stoga mnogi pojedinci koji nisu nužno angažovani u poljoprivredi sa punim radnim vremenom mogu ipak zakonski da se kvalifikuju prema poljoprivrednoj politici za različite subvencije, podsticaje i poreske olakšice.

### Tehnike
U kontekstu zemalja u razvoju ili drugih predindustrijskih kultura, većina poljoprivrednika praktikuje potrošačku poljoprivredu za samostalne potrebe — jednostavan sistem organske poljoprivrede koji koristi plodored, čuvanje semena, sečenje i spaljivanje ili druge tehnike za maksimalizaciju efikasnosti uz zadovoljavanje potreba domaćinstvo ili zajednica. Osoba koja živi na ovaj način može postati označena kao seljak, što se često omalovažavajuće povezuje sa „seoskim mentalitetom“.

## Poljoprivredne organizacije
Poljoprivrednici su često članovi lokalnih, regionalnih ili nacionalnih sindikata poljoprivrednika ili organizacija poljoprivrednih proizvođača i mogu imati značajan politički uticaj. Grejndž pokret u Sjedinjenim Državama bio je efikasan u unapređenju planova poljoprivrednika, posebno protiv interesa željeznice i agrobiznisa početkom 20. veka. FNSEA je vrlo politički aktivna u Francuskoj, posebno u kontekstu genetski modificirane hrane. Poljoprivredne proizvođače, male i velike, globalno predstavlja Međunarodna federacija poljoprivrednih proizvođača (IFAP), koja predstavlja preko 600 miliona poljoprivrednika kroz 120 nacionalnih sindikata poljoprivrednika u 79 zemalja.

## Profesionalne opasnosti
Postoji nekoliko profesionalnih opasnosti za zaposlene u poljoprivredi; poljoprivreda je posebno opasna industrija. Poljoprivrednici mogu naići i biti ubodeni ili ugrizeni od strane opasnih insekata i drugih artropoda, uključujući škorpije, vatrene mrave, pčele, ose i stršljene. Poljoprivrednici takođe rade oko teške mašinerije koja ih može usmrtiti ili ozlediti. Poljoprivrednici isto tako mogu steći bolove u mišićima i zglobovima zbog ponovljeni pokreta pri radu.

## Literatura
- Dyer, Christopher (2007). „A suffolk farmer in the fifteenth century”. Agricultural History Review. 55 (1): 1—22. JSTOR 40276126.
- Kirschenmann, Frederick (2000). „How many farmers will we need?” (PDF). Leopold Letter. 12 (4): 3—4. Архивирано из оригинала (PDF) 2012-05-02. г.
- „General farm workers: Wages and Salaries in Alberta - alis”. alis.alberta.ca. Архивирано из оригинала 6. 7. 2011. г. Приступљено 1. 5. 2018.
- „farmer | Origin and meaning of farmer by Online Etymology Dictionary”. www.etymonline.com (на језику: енглески).
- Brass, Tom (2000). Peasants, Populism and Postmodernism: The Return of the Agrarian Myth.
- Brass, Tom (2014). Class, Culture and the Agrarian Myth. ISBN 9789004273948. doi:10.1163/9789004273948.
- Danbom, David B. (1991). „Romantic Agrarianism in Twentieth-Century America”. Agricultural History. 65 (4): 1—12. JSTOR 3743942.
- Grampp, William D. (1945). „John Taylor: Economist of Southern Agrarianism”. Southern Economic Journal. 11 (3): 255—268. JSTOR 1053268. doi:10.2307/1053268.
- Hofstadter, Richard (1941). „Parrington and the Jeffersonian Tradition”. Journal of the History of Ideas. 2 (4): 391—400. JSTOR 2707018. doi:10.2307/2707018.
- Inge, M. Thomas (1969). Agrarianism in American Literature.
- Kolodny, Annette (1984). The Land before Her: Fantasy and Experience of the American Frontiers, 1630–1860..
- Marx, Leo (1964). The Machine in the Garden: Technology and the Pastoral Ideal in America..
- Murphy, Paul V (2000). The Rebuke of History: The Southern Agrarians and American Conservative Thought.
- Parrington, Vernon. Main Currents in American Thought (1927), 3-vol online Архивирано 2015-03-17 на сајту
- Quinn, Patrick F. (1940). „Agrarianism and the Jeffersonian Philosophy”. The Review of Politics. 2: 87—104. doi:10.1017/S0034670500004563.
- Thompson, Paul, and Thomas C. Hilde, eds (2000). The Agrarian Roots of Pragmatism.
- Sorokin, Pitirim A. et al., eds. A Systematic Source Book in Rural Sociology (3 vol. 1930) vol 1 pp. 1–146 covers many major thinkers down to 1800
- Batory, Agnes; Sitter, Nick (2004). „Cleavages, competition and coalition-building: Agrarian parties and the European question in Western and East Central Europe”. European Journal of Political Research. 43 (4): 523—546. doi:10.1111/j.1475-6765.2004.00164.x.
- Bell, John D, Peasants in Power: Alexander Stamboliski and the Bulgarian Agrarian National Union, 1899–1923(1923)
- Donnelly, James S (2009). Captain Rock: The Irish Agrarian Rebellion of 1821–1824.
- Donnelly, James S (2006). Irish Agrarian Rebellion, 1760–1800.
- Gross, Feliks, ed (1948). European Ideologies: A Survey of 20th Century Political Ideas. стр. 391—481.. online edition Архивирано на веб-сајту  (16. септембар 2008) , on Russia and Bulgaria
- Kubricht, Andrew Paul. "The Czech Agrarian Party, 1899-1914: a study of national and economic agitation in the Habsburg monarchy" (PhD thesis, Ohio State University Press, 1974)
- Merlan, Francesca (2009). Tracking Rural Change: Community, Policy and Technology in Australia, New Zealand and Europe. ANU E Press. стр. 60. ISBN 9781921536533.
- Narkiewicz, Olga A (1976). The Green Flag: Polish Populist Politics, 1867–1970..
- Oren, Nissan (1973). Revolution Administered: Agrarianism and Communism in Bulgaria., focus is post 1945
- Paine, Thomas (1794). Agrarian Justice.
- Patterson, James G. (2008). In the Wake of the Great Rebellion. ISBN 9780719076930. doi:10.7228/manchester/9780719076930.001.0001.
- Roberts, Henry L (1951). Rumania: Political Problems of an Agrarian State..
- Zagorin, Perez (1982). Rebels and Rulers, 1500–1660. ISBN 9780521244732. doi:10.1017/CBO9780511562839.
- Eisinger, Chester E. (1947). „The Influence of Natural Rights and Physiocratic Doctrines on American Agrarian Thought during the Revolutionary Period”. Agricultural History. 21 (1): 13—23. JSTOR 3739767.
- Griswold, A. Whitney (1946). „The Agrarian Democracy of Thomas Jefferson”. American Political Science Review. 40 (4): 657—681. JSTOR 1950410. doi:10.2307/1950410.
- Goodwyn, Lawrence (1978). The Populist Moment: A Short History of the Agrarian Revolt in America., 1880s and 1890s in U.S.
- Hofstadter, Richard (1941). „Parrington and the Jeffersonian Tradition”. Journal of the History of Ideas. 2 (4): 391—400. JSTOR 2707018. doi:10.2307/2707018.
- Johnson, Jeffrey K. (2010). „The Countryside Triumphant: Jefferson's Ideal of Rural Superiority in Modern Superhero Mythology”. The Journal of Popular Culture. 43 (4): 720—737. doi:10.1111/j.1540-5931.2010.00767.x.
- Lipset, Seymour Martin (1950). Agrarian socialism: the Coöperative Commonwealth Federation in Saskatchewan., 1930s-1940s
- McConnell, Grant, The decline of agrarian democracy(1953), 20th century U.S.
- Mark, Irving (1940). Agrarian conflicts in colonial New York, 1711–1775.
- Ochiai, Akiko (2007). Harvesting Freedom: African American Agrarianism in Civil War Era South Carolina.
- Robison, Dan Merritt (1935). Bob Taylor and the agrarian revolt in Tennessee.
- Stine, Harold E (1974), The agrarian revolt in South Carolina;: Ben Tillman and the Farmers' Alliance
- Summerhill, Thomas (2005). Harvest of Dissent: Agrarianism in Nineteenth-Century New York.
- Szatmary, David P (1984), Shays' Rebellion: The Making of an Agrarian Insurrection, 1787 in Massachusetts
- Woodward, C. Vann (1938). Tom Watson: Agrarian Rebel.
- Woodward, C. Vann (1938). „Tom Watson and the Negro in Agrarian Politics”. The Journal of Southern History. 4 (1): 14—33. JSTOR 2191851. doi:10.2307/2191851.
- Brass, Tom (ed.). New Farmers' Movements in India (1995) 304 pages.
- Brass, Tom (2004).  Brass, Tom, ур. Latin American Peasants. ISBN 9780203505663. doi:10.4324/9780203505663.
- Ginzberg, Eitan (1998). „State Agrarianism versus Democratic Agrarianism: Adalberto Tejeda's Experiment in Veracruz, 1928–32”. Journal of Latin American Studies. 30 (2): 341—372. doi:10.1017/S0022216X98005070.
- Handy, Jim (1994), Revolution in the Countryside: Rural Conflict and Agrarian Reform in Guatemala, 1944–1954
- Jacoby, Erich H. (1949). Agrarian Unrest in Southeast Asia. ISBN 9780231877589. doi:10.7312/jaco90206. hdl:2027/mdp.39015021933091.
- Newbury, David; Newbury, Catharine (2000). „Bringing the Peasants Back In: Agrarian Themes in the Construction and Corrosion of Statist Historiography in Rwanda”. The American Historical Review. 105 (3): 832. JSTOR 2651812. doi:10.2307/2651812.
- Paige, Jeffery M (1978). Agrarian revolution: social movements and export agriculture in the underdeveloped world. ISBN 0029235502.  435 pages excerpt and text search
- Sanderson, Steven E (1981). Agrarian populism and the Mexican state: the struggle for land in Sonora.
- Stokes, Eric (1980), The Peasant and the Raj: Studies in Agrarian Society and Peasant Rebellion in Colonial India
- Springer, Simon (2013). „Illegal Evictions? Overwriting Possession and Orality with Law's Violence in Cambodia”. Journal of Agrarian Change. 13 (4): 520—546. doi:10.1111/j.1471-0366.2012.00368.x.
- Tannenbaum, Frank (1930). The Mexican Agrarian Revolution.

## Spoljašnje veze
- „Farmer | Definition of Farmer by Lexico”. Lexico Dictionaries | English (на језику: енглески). Oxford Dictionaries. Архивирано из оригинала 26. 12. 2019. г. „A person to whom the collection of taxes was contracted for a fee”
- „The Lost Meanings of 'Farm' and 'Farmer'”. www.merriam-webster.com (на језику: енглески). Merriam–Webster's Dictionary of English Usage.